# 宇宙大作戦に登場した種族
スタートレック > スタートレックに登場した異星人の一覧 > 宇宙大作戦に登場した種族
宇宙大作戦に登場した種族（うちゅうだいさくせんにとうじょうしたしゅぞく）では、『宇宙大作戦』に登場した種族について列挙する。

## 個別項目のある種族
- バルカン人
- クリンゴン人
- アンドリア人
- テラライト人
- トリブル
- ロミュラン人
- ゴーン人

## 個別項目のない種族

### アイオシア人
シグマ・イオシア2号星の住民。22世紀に地球の探査船ホライズン号が接触しており、それによると非常に聡明で模倣が上手いという。

### アーダナ人
空中都市ストラートに住む特権階級と地表のジーナイト鉱山で働く労働者階級のトログライトに分かれている。

### アポロ
ポルックス4号星にいた、オリンポスの神を名乗る存在。5000年前まで地球におり、かつては他のオリンポスの神々も大勢いたが人々が神を信じなくなり他の神々もどこかへ消えてしまったため今はアポロしかいないのだという。

### アレット人
60万年前に銀河各地に植民を行ったがその後純粋なエネルギーのみの存在となり、23世紀にはサーゴン、へノック、タラッサの三体のみがアレットの地表下 112.37 マイルに意識を収めた球体の状態となって生存していた。

### 宇宙アメーバ
長さ約16,000km。幅4,000kmから 5,000kmの巨大なアメーバ状の単細胞生物。
ガンマ7A星系と連邦艦イントレビッド号の乗組員を全滅させた。

### エコス人
急速に科学技術が進歩し、以前惑星連邦が調査した際にはなかった熱原子核ミサイルまで開発していた。非常に好戦的でナチス・ドイツそっくりのエコス・ナチス党とその軍隊や秘密警察が惑星を支配し、さらに近隣のゼオン星を侵略している。

### エミニア人
NGC 321星団にあるエミニア7号星の住民。元植民地のベンディカー3号星との間で23世紀までに500年近く疑似的な戦争を続けていた。

### エラス星
トライアスとともに惑星連邦の加盟種族だが何世紀にもわたり対立状態であり連邦が調停を行っている。女性の涙には媚薬作用がある。

### オリオン人
緑色の肌のヒューマノイド。バーベルで行われる惑星連邦の会議に潜入しようとした。ながらく再登場はなかったがENT以降の諸作品にも登場するようになった。

### ガス怪獣
ダイキロニウムで出来たガス状の生物。甘い匂いを発する。人間を襲ってその赤血球を摂取する一方バルカン人の血は嫌う。

### カペラ人
カペラ４号の住民。身長は2メートルを超える。ほぼ全身を覆うぴったりとした服を着用し、通常は顔と手だけを露出させていた。クリガットと呼ばれる投擲武器を使用し、複雑な社会ルールがある。

### カランダ人
数千年前に滅んだ種族で、銀河中にいくつかの遺跡を残している。

### ガンマー6号星人
さんかく座ガンマー6号星の住民。バールと呼ばれる存在に一万年も支配され、原始的な暮らしをしていた。

### ギデオン人
寿命が長く病原菌もないため人口増加に苦しんでいる。

### ケルバ人
アンドロメダ銀河からやってきた種族。人間に擬態化する能力があるがスポックによると実際の姿は何十という触手を持つ巨大な生物だという。
天の川銀河に調査に訪れた際に宇宙船が故障し辺境の惑星に流れ着いて閉じ込められていた。

### ゴトス星の怪人
ゴトス星にいた謎の生命体。ゴトス星の治安判事で退役将軍だと名乗り、ゴシック風の居館にカーク船長らを拉致した。
無から料理を出す、ピアノが弾けないウフーラにピアノを弾かせる、女性士官のユニフォームをドレスに入れ替えたりなど超常的な能力を発揮した。

### コンパニオン
ガンマ・カナリス星でゼフラム・コクレーンとともに暮らしていた存在。雲のような外見で、人間を若返させるなどの超常的な力を行使する。

### サーペイドン人
タイムマシンを保有しており超新星爆発を避けるため過去に避難していた。

### スカロス人
火山の爆発により地核からもれた放射能汚染の結果、信じられないくらい新陳代謝が早くなり、男性は生殖不能になっている。

### セイサス人
かつては人間のような肉体を持っていたが今は精神だけの存在になっている。地球から来て遭難した宇宙船の生き残りのチャーリー・エヴァンズの面倒を見て育てていた。

### ゼータ人
千年前に消滅した惑星の住民。現在は思念だけの存在となっており、他の種族の体を乗っ取ることもできる。

### セルネク
惑星エクセルビアに住む岩石人間。善悪の概念を知るために地球やバルカンの歴史上の悪人や善人を用意してカークたちとともに戦わせようとした。

### セロン人
顔の色が左右で白と黒に分かれており、人種によって左右の色が異なっている

### デネバ星の怪奇生物
寄生性生物。人間の神経組織にとりつき、耐え難い苦痛を与え、宿主を思い通りに操ることができる。デネバ星の住民100万人が犠牲になった。

### テラン人
鏡像宇宙の地球人。抑圧的なテラン帝国を築いている。

### バイアン人
ミナラ恒星系人の庇護者として振る舞う種族。

### プラトン人
元はサンダラ星の種族だったが、一時期地球に移住しギリシャ文明の衰退後にはとある惑星に移り住みそこにあるキロナイドという物質で超能力を得ていた。

### ベータ・スリー人
20世紀初頭の地球人のそれとよく似た外見の文明水準、文化と外見を持つ。ランドルーと呼ばれる存在に支配されている。

### 保存者
ネイティブ・アメリカンなどの絶滅に瀕した種族を別の安全な惑星に再移住させていた種族。

### ホルタ
ジェナス6号星の地下にいた珪素生物。強力な腐食性物質を分泌する。

### ムガート
惑星ニューラルに住む肉食性の類人猿。体毛は白く毛深く、頭に角があるほか牙には毒がある。

### メデューサ人
惑星連邦の加盟種族。バルカン人とともに連邦内で最も進んだ種族と評されているおり、銀河系で最も崇高な精神を持つ種族とも言われる。その姿は実体のないエネルギー状であり、テレパシーを使いコミュニケーションする。他の種族がその姿）を直に見ると正気を失い、やがて身体の機能が停止して死に到る。そのため他の種族の前では頑丈な六角柱型の容器に入っており、反重力ユニットを使って運ばれる。交流には特殊な赤い保護ヴァイザーを着けてのみ見る事が出来る。

### メトロン人
エンタープライズ号とゴーン人の争いに強制介入してきた存在。カークの前にはギリシャ風の格好の少年のような姿で現れ、1500歳だと述べた。数千年後にこちらから連絡すると述べ去っていった。

### メルコト人
強力なテレパシー能力を持つ種族で、母星に上陸してきたカークたちを追い返すためにOK牧場の決闘の幻覚を見せた。

### モルグ/インモルグ
シグマ・ドラコニス星系の住民。地上に住む男性だけのモルグと地下都市に住む女性だけのインモルグに分かれている。かつては文明が栄えていたらしいが氷河期によりどちらも文明を失っておりモルグは原始的な生活を送っているがインモルグはそれがなんなのかわからないまま地下都市で機械に囲まれて暮らし、コンピューターを神と崇めていた。

### 優性人類
優生学により品種改良された人類。20世紀末に優性戦争を起こした。

### ヨナダ人
一万年前に母星が滅んだファブリン人の子孫。巨大な宇宙船で脱出したもののその後自分たちが宇宙船に乗っていることを忘れ、コンピューターを神として崇めていた。

### レジャック
ベラティスやケスラとも呼ばれる。実体のない、エネルギーの塊のような存在で人間などの他の生物に取り付き恐怖の感情を餌とする。かつて地球で切り裂きジャックと呼ばれる事件を起こした。

### 惑星M113の吸血獣
惑星M113にいた生物。人間に化けることができる。食料は生物の体名にある塩化ナトリウム。

### 惑星トリスケリオンの支配者
もとは人間のような肉体を持った種族だったが、何百万年もかけてカプセルに収められた三つの脳のような姿になり、他の種族を奴隷として戦わせることにのみ楽しみを見出していた。